# Liste des commanderies templières dans le Munster
Cette liste recense les commanderies et maisons de l'Ordre du Temple établies dans la province du Munster en Irlande.

## Faits marquants et Histoire

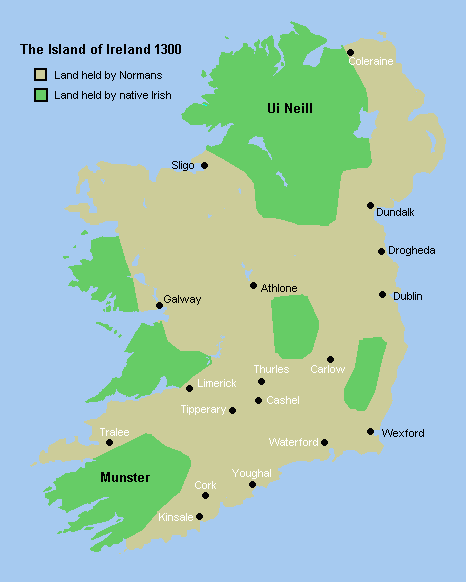
Seigneurie d'Irlande en 1300

Les templiers se sont implantés en Irlande grâce à un don d'Henry II d'Angleterre que l'on situe entre 1272 et 1277. Cette première donation concernait le village de Clontarf près de Dublin dans le Leinster, mais aussi celui de Crooke dans le Munster, un village à l'Est de Waterford, dont l'église était sous le vocable de Saint-Barry. Elle incluait également une marche qui se trouvait entre la maison du roi et la mer près de Waterford, ainsi que des moulins.
Le commandeur d'Irlande avait autorité sur l'ensemble des biens, tout en étant subordonné au maître de la province d'Angleterre.
Alors que l'arrestation des templiers débuta dès 1307 en Angleterre, le procès des templiers d'Irlande se tint à Dublin où ils ne furent emprisonnés qu'à partir de 1309.
Parmi les erreurs que l'on rencontre jusqu'à la fin du XIXe siècle dans certains ouvrages à propos du Munster, et où sont cités comme templiers des biens qui ne leur ont jamais appartenu, on trouve la commanderie de Killure, au Sud de Waterford, celle de Mourne Abbey au Nord de Cork, ainsi que de nombreux biens qui s'y rattachaient.

## Commanderies et maisons du Temple
| Comté actuel | Commanderie | Ville actuelle (à ou près de)      | Fondation | Observations                                                                         |
| ------------ | ----------- | ---------------------------------- | --------- | ------------------------------------------------------------------------------------ |
| Waterford    | Athmethan   | Affane (en)                        |           | [ 3 ]                                                                                |
| Tipperary    | Clonaul     | Clonoulty (en), Comté de Tipperary |           | ,                                                                                    |
| Waterford    | Crooke      | Crooke, à l'Est de Waterford       |           | Donation d'Henry II d'Angleterre Commanderie portuaire ? 52° 13′ 42″ N, 6° 58′ 46″ O |
| Waterford    | Kilbarry    | Au sud de Waterford                |           | Donation d'Henry II d'Angleterre 52° 14′ 06″ N, 7° 08′ 08″ O                         |
| Limerick     | Limerick    | Limerick                           |           | Emplacement inconnu, peut-être « George’s Quay » ,                                   |

| Connacht Leinster ⇒ Pays de Galles Athmethan Clonaul Crooke Kilbarry Limerick |

| Connacht Leinster ⇒ Pays de Galles Athmethan Clonaul Crooke Kilbarry Limerick |

### Autres biens

#### Comté de Limerick
Il y avait au moins une maison du Temple, voire une commanderie, près de la ville de Limerick, mais on ignore son emplacement et son nom. Elle est attestée pendant le règne d'Édouard Ier d'Angleterre lorsque les habitants de cette ville se sont vus reprocher qu'un félon s'y était réfugié, et les templiers sont mentionnés dans une charte qui stipule qu'ils ne pouvaient y posséder qu'un seul hospice. Durant la période 1310/1314, on voit apparaître le nom de Robert de Trim (Robertus de Trym), un homme-lige en rapport avec les biens du Temple, mais aucun toponyme n'est indiqué. Se référer à la section des possessions douteuses où sont mentionnées certaines hypothèses.

#### Comté de Tipperary
- Patronage d'une église à Graystown[11]. 52° 33′ 47″ N, 7° 42′ 50″ O
- Église d'Ardmayle[3]. 52° 34′ 10″ N, 7° 55′ 21″ O
- Église de Ballysheean (Ballyshechan)[3]. 52° 24′ 14″ N, 7° 58′ 38″ O
- Église de Kilmoyler[3] (Kilmacloy)[N 2]. 52° 31′ 01″ N, 7° 35′ 00″ O
- Des terres à Rathcooney (Rathconewy)[3]. (comté de Cork ?) 51° 55′ 59″ N, 8° 25′ 41″ O
- Des terres à « Villa Petri », toponyme non identifié[3] .

#### Comté de Waterford
- Des terres à « Coulmaksawery », toponyme non identifié[3]
- Des terres à Dunmore East[3].
- Des terres à « Rathmarorkain »[12], donation de Reginald de Crobisbie, près de Crooke (?) et cédées à l'abbaye Sainte-Marie de Dublin en 1273 par Herbert de Mancester, maître de la province d'Irlande[13].
- Des moulins à Waterford[12]
- L'île de Waterford à l'Est de la ville[12]. 52° 15′ 04″ N, 7° 03′ 15″ O

### Possessions douteuses ou à vérifier
Cette liste inclut des biens supposés sans qu'on puisse pour autant confirmer quoi que ce soit en l'état actuel des publications. Notamment certaines informations publiées par l'auteur Samuel Lewis, faute de source, et qui datent d'un époque où la confusion avec les hospitaliers était fréquente.

#### Comté de Cork
Jusqu'au XIXe siècle, certains ouvrages mentionnent, à tort, la commanderie de Mourne comme étant d'origine templière. Cette commanderie avait déjà un commandeur (maître) hospitalier en 1290, William de Roos, attesté comme témoin du prieur de Kilmainham (William Fitzroger) dans une charte datée du 14 octobre,, et sa fondation pourrait remonter à 1212. Blackrock à l'Est de la ville de Cork est également un exemple des confusions opérées par Samuel Lewis. Il mentionne la construction d'une église en 1392, donc postérieure aux templiers, au lieu-dit « Ballintemple ». 51° 54′ 00″ N, 8° 26′ 00″ O.
- Foaty Island, anciennement « Templelyra »[18]. 51° 53′ 46″ N, 8° 18′ 05″ O
- Kilquane (église)[19]
- Monanimy (château, légende locale ?)[20]
- Templebryan (paroisse)[21]

#### Comté de Limerick
Dans ce comté, on trouve une fondation de l'ordre de Saint-Jean de Jérusalem (hospitaliers) attestée pendant la période templière, Any (Hospital), donation qui incluait des terres à Adair par Geoffrey de Marisco, justiciar d'Irlande en 1215. La présence templière est attestée également mais on ignore où précisément. L'écrivain et journaliste Maurice Lenihan mentionne Anug, Newcastle West (Castle-Roe) et Limerick (plus précisément à Quay Lane). Sont également parfois mentionnés:
- Askeaton (en), la tour des Templiers (Commanderie et église). Fondée en 1298[24],[25]. 52° 36′ 02″ N, 8° 58′ 14″ O Ne pas confondre avec le monastère franciscain qui date de la fin du XIVe siècle, début XVe siècle[26] 52° 36′ 14″ N, 8° 58′ 31″ O
- Bruree (en) (château, Bruree Castle Upper), érigé au XIIe siècle[27],[28],[29] 52° 25′ 23″ N, 8° 39′ 45″ O[30],[N 6]
- Carrig-a-Quincy (château, Carrigogunnell (en) ?)[N 7], paroisse de Kilkeedy[N 8], comté de Limerick[31],[N 9]
- Mahonagh (fief)[32]
- Morgans (église)[33]
- Mungrett (hospice)[34]
- « Temple Faughnan », une maison à Rossbercon[34]
- « Temple-Stran », construit en 1291, et château de Cleanlis à Strand, près de Glenquin[35]

#### Comté de Waterford
- « Ballivoney », une maison, ville de Stradbally, comté de Waterford[36]
- Rhincrew (commanderie), au nord de Youghal. Mentionnée comme étant d'origine templière dans certains ouvrages[37], mais aucun document ne l'atteste[38]. Fondée par Raymond le Gros (en) vers 1183, elle n'a pas été dévolue aux hospitaliers[39].
- Un bâtiment à Whitechurch, « Cappagh », comté de Waterford[40]

#### Autres comtés
- Château de Killeedy (en)[35].
- Manoir de Killorglin, comté de Kerry[41]
- Une église à Mogealy, construite en 1302[42]
- Château de Templemore, comté de Tipperary[43]
- Commanderie de Thurles, baronnie d'Eliogarty, comté de Tipperary[44].
- Commanderie de Toomavara, comté de Tipperary[45]